# Tetracentrum caudovittatus
Tetracentrum caudovittatus är en fiskart som först beskrevs av Norman, 1935.  Tetracentrum caudovittatus ingår i släktet Tetracentrum och familjen Ambassidae. IUCN kategoriserar arten globalt som otillräckligt studerad. Inga underarter finns listade i Catalogue of Life.